# Churk Ghurma
Churk Ghurma es un pueblo y nagar Panchayat situado en el distrito de Sonbhadra en el estado de Uttar Pradesh (India). Su población es de 6883 habitantes (2011). 

## Demografía
Según el censo de 2011 la población de Churk Ghurma era de 6883 habitantes, de los cuales 3722 eran hombres y 3161 eran mujeres. Churk Ghurma tiene una tasa media de alfabetización del 78,56%, superior a la media estatal del 67,68%: la alfabetización masculina es del 87,84%, y la alfabetización femenina del 67,53%.